# Narasaraopet
Narasaraopet é uma cidade e um município no distrito de Guntur, no estado indiano de Andhra Pradesh.

## Geografia
Narasaraopet está localizada a 16° 15′ N, 80° 04′ L. Tem uma altitude média de 55 metros (180 pés).

## Demografia
Segundo o censo de 2001, Narasaraopet tinha uma população de 95 002 habitantes. Os indivíduos do sexo masculino constituem 50% da população e os do sexo feminino 50%. Narasaraopet tem uma taxa de literacia de 64%, superior à média nacional de 59,5%: a literacia no sexo masculino é de 72% e no sexo feminino é de 57%. Em Narasaraopet, 11% da população está abaixo dos 6 anos de idade.